# 符號奠基問題
符號奠基問題，又稱符號接地問題（英語：Symbol grounding problem）在认知科学和语义学中指的是「单词（通常指符号）如何獲得含義」的問題，與意義本身是什麼的問題關係密切。而意義問題與心理狀態是如何有意義的問題相關，因此符號奠基問題也與意識難題有關（即某些物理系統與主觀經驗的內容之間的聯繫是什麼？）。 

## 笔记
1. ↑  Vogt, Paul. "Language evolution and robotics: issues on symbol grounding and language acquisition （页面存档备份，存于）." Artificial cognition systems. IGI Global, 2007. 176–209.